# 花守由美里
花守由美里（日语：／ Hanamori Yumiri，1997年9月29日—）是出身於神奈川縣的日本女性聲優，事務所為m&i。

## 經歷
從中學二年級時開始觀看動畫，之後受到朋友的鼓勵而開始對聲優行業產生興趣。
2015年，擔任廣播節目第62代主持人。
在2016年上映的《玻璃花與毀壞的世界》中首次為電影動畫配音，同時也是首次擔任主演。此前的2015年10月22日，花守在東京國際電影節以《玻璃花與毀壞的世界》團隊成員的身份，與導演石濱真史和製作人石原良一共步紅地毯。
2017年4月1日，事務所由swallow變更為m&i。
2019年11月1日在m&i的官方網站上宣布罹患了膝蓋骨亞脱臼與半月板損傷等病症，更被醫生建議避免劇烈的舞台活動，在11月17日舉辦的《PRISM☆LIVE!3rd STAGE～Reflection～》中宣布不再為《Re:Stage！》的伊津村陽花配音。

## 人物
興趣及專長有讀書、唱歌、繪畫和網球。
感情很好的聲優有小澤亞李。
在金田朋子的#7演出時表示自己的姓氏是藝名，而名字在本名中是寫成漢字，另外在該節目中提到自己有妹妹。
十分憧憬竹內順子，希望成為能將自己的重要心意傳遞給觀眾的聲優。

## 演出作品
※ 粗体字為主角、主要角色。

### 電視動畫
2013年
- Aiura（天谷颯太）
- 萌萌侵略者 OUTBREAK COMPANY
- 鑽石王牌（梅本幸子）

2014年
- 樱Trick（川藤藍、女子、低年級學生）
- 結城友奈是勇者（女學生）

2015年
- 干支魂（瓜仔）
- 鑽石王牌－SECOND SEASON－（梅本幸子、青道2年女子學生、女學生）
- 輕鬆百合（女學生）
- 槍與面具（五十嵐冴）
- The Rolling Girls（御園千綾、女學生）

2016年
- Anne Happy ♪（花小泉杏）
- 莉露莉露妖精～妖精之門～（莉璞、ポポ、蘑菇兔、希瑪瑪、安康貓）
- DAYS（女孩子）
- 魔法少女育成計劃（眠眠鈴）
- 灼熱桌球娘（旋風心和）

2017年
- 莉露莉露妖精～妖精之門～（絲娜）
- 偶像大師 灰姑娘女孩劇場（佐藤心）
- 從零開始的魔法書（零）
- 結城友奈是勇者 －鷲尾須美之章－（三之輪銀）
- 側車搭檔（伊藤克蘿絲）

2018年
- 搖曳露營△（各務原撫子）
- OVERLORD II（伊維爾哀）
- 東京喰種:re（美座）
- 鬼燈的冷徹 第貳期 其之貳（人魚）
- 卡利古拉（少年ドール）
- 命運石之門0（女僕）
- 昴宿七星（日下希）
- Happy Sugar Life（神戶旭）
- 關於我轉生變成史萊姆這檔事（少女／靜）
- Radiant 虛空魔境（賽特）
- 梅露可物語 - 無精打采的少年與瓶中少女-（圖圖）

2019年
- 笑容的代價（優姬·索蕾尤）
- 粉彩回憶（目白渚央）
- 輝夜姬想讓人告白～天才們的戀愛頭腦戰～（早坂愛）
- 八月的棒球甜心（宇喜多茜）
- 鑽石王牌 actII（梅本幸子）
- 我們真的學不來！（鹿島）
- 胡蝶綺 ～少年信長～（歸蝶〈馬場禮次郎〉、旁白）
- 平凡職業造就世界最強（八重樫雫）
- Re:Stage！Dream Days♪（伊津村陽花）
- 鬼滅之刃（白髮）
- 我們真的學不來！ 第2期（鹿島）
- Radiant 虛空魔境 第2期（賽特）
- 慎重勇者～這個勇者明明超TUEEE卻過度謹慎～（羅莎莉）
- 小書痴的下剋上：為了成為圖書管理員不擇手段！（弗伊）

2020年
- 房間露營△（各務原撫子）
- 請在伸展台上微笑（藤戶千雪）
- Healin' Good ♥ 光之美少女（花的元素精靈、光的元素精靈、雨的元素精靈、冰的元素精靈、寶石的元素精靈、葉的元素精靈、金森琴惠）
- 達爾文遊戲（水／宗太）
- 別對映像研出手！（百目鬼）
- 輝夜姬想讓人告白？～天才們的戀愛頭腦戰～（早坂愛）
- 格萊普尼爾（愛子）
- 阿拉德：逆轉之輪（米莉婭）
- 戰翼的希格德莉法（奧丁〈少年〉）
- 這是妳與我的最後戰場，或是開創世界的聖戰（燐·碧士波茲）
- 光之戰記 -ZUERST-（夏凱·古特海爾）
- 惡玉Drive（處刑科弟子）
- 攀岩！-Sport Climbing Girls-（佐藤丸乃）
- One Room Third season（織崎沙耶））

2021年
- 比方說，這是個出身魔王關附近的少年在新手村生活的故事（羅伊德）
- 裏世界遠足（紙越空魚）
- 搖曳露營△ SEASON2（各務原撫子）
- 大人的防具店II（賽拉斯）
- 怪物事變（紺）
- 奇蛋物語 Wonder Egg Priority（美和）
- Hortensia SAGA 蒼之騎士團（吉姆·馬格尼爾〈幼年〉）
- 關於我轉生變成史萊姆這檔事 第2期（靜）
- Tropical-Rouge！光之美少女（涼村珊瑚／珊瑚天使）
- 關於我轉生變成史萊姆這檔事 轉生史萊姆日記（靜）
- 結城友奈是勇者 啾嚕！（三之輪銀）
- 影宅（蘇菲）
- 七騎士 革命 -英雄的繼承者-（芮達）
- 歌劇少女!!（奈良田愛）
- 偵探已經，死了。（海拉）
- 月光下的異世界之旅（シフ）
- 百萬噸級武藏（北根陽葵、一大寺ミナ、山本さくら、ハルカ）
- 藍色時期（鮎川龍二）
- 陰陽眼見子（四谷恭介）
- 結城友奈是勇者 -大滿開之章-（三之輪銀）
- 進化果實～不知不覺踏上勝利的人生～（世渡愛梨）

2022年
- 東京24區（宍戶花奈）
- 秘密內幕～女警的反擊～（少女）
- 平凡職業造就世界最強 2nd season（八重樫雫）
- 白領羽球部（矢田鏡子）
- 鬼滅之刃 遊郭篇（白髮）
- Healer Girl 歌癒少女（鳥野葵）
- 魔法使黎明期（零）
- 輝夜姬想讓人告白-超級浪漫-（早坂愛）
- 闇影詩章F（母嶋フワリ）
- 約會大作戰IV（妮貝可）
- 這個僧侶有夠煩（靈子）
- 盛開的阿斯諾特莉亞 吸！（渥尼）
- OVERLORD IV（伊維爾哀）
- 徹夜之歌（朝井明）
- 永久少年 Eternal Boys（宇喜多蓮）
- 書蟲公主（莉莉亞）

2023年
- TRIGUN STAMPEDE（奈布茲〈幼少期〉）
- 最強陰陽師的異世界轉生記（賽卡·蘭布羅格）
- 萬事屋齋藤先生轉生異世界（莉莉莎）
- 在地下城尋求邂逅是否搞錯了什麼IV 深章 厄災篇（亞莉榭·羅斐爾）
- 真·進化果實～不知不覺踏上勝利的人生～（世渡愛梨）
- 吸血鬼馬上死2（幼年羅納德）
- BORUTO-火影新世代-NARUTO NEXT GENERATIONS-（戴蒙）
- 輝夜姬想讓人告白-永不結束的初吻-（早坂愛）
- 地獄樂（山田淺右衛門佐切）
- 可愛過頭大危機（莉莎·露娜）
- 偶像大師 灰姑娘女孩 U149（佐藤心）
- 鬼滅之刃 刀匠村篇（白髮）
- 公司的小小前輩（早川千夏）
- 滿懷美夢的少年是現實主義者（蘆田圭）
- 間諜教室（馬戴爾）
- 不死少女的謀殺鬧劇（薇拉）
- 勇者赫魯庫（夏露雅蜜）
- 香格里拉·開拓異境～糞作獵手挑戰神作～（賽卡-100）
- 神選（みきピヨ）
- 鴨乃橋論的禁忌推理（溫特·莫里亞蒂）
- Fate/Grand Order 搞不懂的藤丸立香 年末特別篇2023（尼莫、尼莫系列）

2024年
- 肌肉魔法使-MASHLE- 神覺者候補選拔試驗篇（凱瑟・吐槽）
- 因為不是真正的夥伴而被逐出勇者隊伍，流落到邊境展開慢活人生 2nd（梵）
- 異修羅（月嵐拉娜）
- 北海道辣妹金古錐（秋野沙友理）
- 月光下的異世界之旅 第二幕（シフ＝レンブラント）
- 烈焰先鋒 救國的橘衣消防員（佐藤百合繪）
- 搖曳露營△ SEASON3（各務原撫子）
- 蔚藍檔案 The Animation（小鳥遊星野）
- 為美好的世界獻上祝福！3（琳恩）
- 鬼滅之刃 柱訓練篇（白髮／產屋敷雛衣）
- 這是妳與我的最後戰場，或是開創世界的聖戰 Season II（燐·碧士波茲）
- 魔法光源股份有限公司（越谷仁美）
- 鴨乃橋論的禁忌推理 2nd Season（溫特·莫里亞蒂）
- 平凡職業造就世界最強 season 3（八重樫雫）
- 香格里拉·開拓異境～糞作獵手挑戰神作～ 2nd season（賽卡-100）
- 噗妮露是可愛史萊姆（御金賀愛麗絲）
- 七大罪 啟示錄四騎士 第2期（伊歐）

2025年
- 一杆青空（秋名泉美）
- 魔法使的約定（真木晶）
- 想星的亞庫艾里翁 Myth of Emotions（鳳颯虎）
- 青之驅魔師 終夜篇（志摩柔造〈幼年〉）
- mono女孩（各務原撫子）
- 賽馬娘 灰髮灰姑娘（狄杜射手）
- 戀上換裝娃娃 Season 2（御神樂小鞠）
- 光逝去的夏天（山岸朝子）
- 噗妮露是可愛史萊姆 第2期（御金賀愛麗絲）
- 徹夜之歌 第2期（朝井明）
- GACHIAKUTA（理遙）
- 和雨·和你（和子）
- 學校沒教的重要事情（理香、管太的母親）
- 給不滅的你 Season3（悟）
- 不動聲色的柏田與喜形於色的太田（田淵）

2026年
- 地獄樂 第2期（山田淺右衛門佐切）
- 惡役千金受到鄰國王太子溺愛（亞嘉莉）

### 剧场版动画
2010年代
- 玻璃花与毀壞的世界（莉莫）
- 結城友奈是勇者 -鷲尾須美之章-（三之輪銀）
- LAIDBACKERS：勇者的尼特族生活（本天沼久美）

2020年代
- 電影Tropical-Rouge！光之美少女 小小闖入！組合♡舞會！（涼村珊瑚／珊瑚天使）
- 電影Tropical-Rouge！光之美少女 雪之公主與奇蹟的戒指！（涼村珊瑚／珊瑚天使）
- 電影版 搖曳露營△（各務原撫子）
- 只屬於我的兒童餐（涼村珊瑚／珊瑚天使）
- 留級魔女 風嘉與黑暗魔女（卡蓮）
- 永久少年 Eternal Boys NEXT STAGE（宇喜多蓮）

### OVA
- 傾福小姐（2018年，傾福小姐、鬼蝠魟、海龜）
- 輝夜姬想讓人告白？～天才們的戀愛頭腦戰～（2021年，早坂愛）※隨漫畫第22卷OVA同梱版發行

### 網路動畫
2019年
- THE IDOLM@STER CINDERELLA GIRLS 8周年特別企劃 Spin-off!（心）

2021年
- 干支魂～貓客萬來～（瓜仔）
- 偶像大師 灰姑娘女孩劇場 Extra Stage（佐藤心）
- 加油吧同期醬（貓）

2022年
- 小太郎一個人生活（小林綾乃）
- 蔚藍檔案 1.5周年紀念短篇動畫（小鳥遊星野）

2023年
- 伊藤潤二狂熱：日本恐怖故事（泉澤月子）
- Fate/Grand Order 搞不懂的藤丸立香（尼莫）
- 惡魔君（風間澪）

2024年
- 高爾夫物語（蘭斯洛特·諾曼）
- Fate/Grand Order 搞不懂的藤丸立香 第2期（亚马逊人C、尼莫）
- 不變的牽絆 炭小侍（炭小侍〈蒼炎刃鬼〉）

2025年
- 貓眼（來生愛）

### 遊戲
2016年
- 偶像大师 灰姑娘女孩（佐藤心）
- 偶像大师 灰姑娘女孩 星光舞台（佐藤心）
- 消滅都市2（リトルミル）
- 白貓Project（莉莉·康乃爾）

2017年
- 天華百劍-斬-（鬼切安綱）
- 妃十三學園（桃井日奈）
- 八月的棒球甜心（宇喜多茜、各務原撫子）
- Re:Stage！節奏舞步（伊津村陽花）

2018年
- 三國志大戰 第2期（荀彧〈槍〉）
- 閃耀幻想曲（各務原撫子、花小泉杏）
- 粉彩回憶（目白渚央〈第2代〉）
- 龍族拼圖（伊德亞爾、索妮婭·菲歐）
- 永恆冒險（樂比斯）

2019年
- LoveR（優美菜）
- 少女前線（A-91、Cx4 風暴）
- 聖火降魔錄 英雄雲集（梅爾賽德司、西里亞斯（幼少期）、塔妮婭）
- 怪物彈珠（2019年 - 2023年 默拉爾、陸奧宗光、姜維、可谷絲提雅、帝普·加倍斯、布雪魯諾、艾茵絲）

2020年
- Fate/Grand Order（尼莫）
- Sdorica（Neko）
- Cytus II（Neko）

2021年
- 魔法禁书目录 幻想收束（蜜蟻愛愉、井泽静江）
- 原神（烟绯）

2022年
- 緋染天空 Heaven Burns Red（白河結奈）

2023年
- 宿命迴響（卡門）

### 广播剧CD
- （2015年，時森春[82]）
- 繼母的拖油瓶是我的前女友 （2020年，東頭伊佐奈）

### 有聲漫畫
2010年代
- 護花野獸（熊倉久實）
- 消滅所有人類，他們不能重生（澤渡慧美）

2020年代
- 為了扭轉沒落命運，邁向鍛冶工匠之路（艾莉莎）
- 女性向遊戲世界對路人角色很不友好（奧莉薇亞）
- 蘑菇的擬態日常（山下真面目）
- 戰爭沒有女人的臉（孩子）
- 可愛過頭大危機（莉莎·露娜）
- 鵺之家（鵺）
- WITCH WATCH 魔女守護者
- 我也不知道誰才是真愛（湊）

## 音樂作品

### 角色歌
| 發售日   | 商品名稱                                          | 演唱名義                                                           | 歌曲                                     | 備註                                              |
| 2014年   | 2014年                                            | 2014年                                                             | 2014年                                   | 2014年                                            |
| -------- | ------------------------------------------------- | ------------------------------------------------------------------ | ---------------------------------------- | ------------------------------------------------- |
| 5月28日  |                                                   | D應P                                                               | 「」                                     | 電視動畫《鑽石王牌》片尾曲                        |
| 5月28日  | 「SMILE ON YOU」                                  | D應P                                                               | 電視節目《》片頭曲                       |                                                   |
| 2015年   |                                                   |                                                                    |                                          |                                                   |
| 1月21日  | Rolling☆Girls 主題曲集                            | THE ROLLING GIRLS                                                  | 「」 「」 「」                           | 電視動畫《The Rolling Girls》主題曲               |
| 4月1日   | Rolling☆Girls 歌曲集                              | THE ROLLING GIRLS                                                  | 「TRAIN-TRAIN」 「」 「」 「」           | 電視動畫《The Rolling Girls》插入曲               |
| 4月22日  | blue moment                                       | 萌力BOB                                                            | 「blue moment」                          | 電視動畫《干支魂》片尾曲                          |
| 4月22日  | blue moment                                       | [ 成員 4 ]                                                         | 「」                                     | 廣播節目《干支魂廣播～～》主題曲                  |
| 4月22日  | blue moment                                       | 萌力BOB                                                            | 「blue moment（LIVE ARRANGE ver.）」     | 電視動畫《干支魂》相關歌曲                        |
| 6月3日   | 干支魂 角色歌迷你專輯（2）                        | 小紋（巽悠衣子）、小龍（內田真禮）、瓜仔（花守由美里）             | 「」                                     | 電視動畫《干支魂》相關歌曲                        |
| 6月3日   | 干支魂 角色歌迷你專輯（2）                        | 瓜仔（花守由美里）                                                 | 「」                                     | 電視動畫《干支魂》相關歌曲                        |
| 2016年   |                                                   |                                                                    |                                          |                                                   |
| 1月6日   | 電影《玻璃花與毀壞的世界》主題曲＆插入曲CD        | THREE                                                              | 「」                                     | 電影動畫《玻璃花與毀壞的世界》主題曲              |
| 1月6日   | 電影《玻璃花與毀壞的世界》主題曲＆插入曲CD        | 莉茉（花守由美里）                                                 | 「」                                     | 電影動畫《玻璃花與毀壞的世界》插入曲              |
| 2月17日  | 電影《玻璃花與毀壞的世界》特典CD                  | 莉茉（花守由美里）                                                 | 「」                                     | 電影動畫《玻璃花與毀壞的世界》印象曲              |
| 5月25日  | PUNCH☆MIND☆HAPPINESS                              | Happy Clover                                                       | 「PUNCH☆MIND☆HAPPINESS」                 | 電視動畫《Anne Happy ♪》片頭曲                    |
| 5月25日  | PUNCH☆MIND☆HAPPINESS                              | Happy Clover                                                       | 「」                                     | 電視動畫《Anne Happy ♪》插入曲                    |
| 5月25日  |                                                   | Happy Clover                                                       | 「」                                     | 電視動畫《Anne Happy ♪》片尾曲                    |
| 5月25日  | 「」                                              | Happy Clover                                                       | 電視動畫《Anne Happy ♪》插入曲           |                                                   |
| 6月22日  | Anne Happy ♪ BD、DVD 第1卷特典CD                  | 花小泉杏（花守由美里）                                             | 「」                                     | 電視動畫《Anne Happy ♪》相關歌曲                  |
| 6月22日  | Anne Happy ♪ 角色歌系列1 花子&雲雀                | 花子（花守由美里）                                                 | 「」                                     | 電視動畫《Anne Happy ♪》相關歌曲                  |
| 7月20日  | Anne Happy ♪ 角色歌系列4 花子&雲雀&牡丹           | 花子（花守由美里）、雲雀（白石晴香）、牡丹（安野希世乃）           | 「」 「」                                | 電視動畫《Anne Happy ♪》相關歌曲                  |
| 8月10日  | Anne Happy ♪ 角色組合歌曲系列1 花子&牡丹&蓮       | 花子（花守由美里）、牡丹（安野希世乃）、蓮（吉岡茉祐）             | 「」 「」                                | 電視動畫《Anne Happy ♪》相關歌曲                  |
| 9月7日   | Happening Lucky Rhapsody                          | Happy Clover                                                       | 「Happening Lucky Rhapsody」 「」        | 電視動畫《Anne Happy ♪》相關歌曲                  |
| 11月16日 | THE IDOLM@STER CINDERELLA MASTER Take me☆Take you | THE IDOLM@STER CINDERELLA GIRLS!!                                  | 「Take me☆Take you」                     | 遊戲《偶像大師 灰姑娘女孩》相關歌曲               |
| 11月23日 | Musica Magica                                     | 眠眠鈴（花守由美里）                                               | 「」                                     | 電視動畫《魔法少女育成計劃》相關歌曲              |
| 11月25日 |                                                   | 雀原中學桌球社                                                     | 「」                                     | 電視動畫《灼熱的桌球娘》片頭曲                    |
| 11月25日 | 「」                                              | 雀原中學桌球社                                                     | 電視動畫《灼熱的桌球娘》插入曲           |                                                   |
| 12月23日 | 灼熱的桌球娘 BD、DVD第1卷特典CD                   | 旋風心和（花守由美里）                                             | 「」                                     | 電視動畫《灼熱的桌球娘》相關歌曲                  |
| 2017年   |                                                   |                                                                    |                                          |                                                   |
| 1月18日  | FlowerS～～                                       | Hortensia                                                          | 「FlowerS～～」 「Dream a gate」         | 《Re:Stage!》相關歌曲                             |
| 1月25日  | 灼熱的桌球娘 雙打歌曲系列1 心和&揚利              | 旋風心和（花守由美里）、上矢揚利（田中美海）                       | 「」 「 心和&揚利ver.」                  | 電視動畫《灼熱的桌球娘》相關歌曲                  |
| 2月22日  | 灼熱的桌球娘 組合歌曲系列1 心和&揚利&北斗         | 旋風心和（花守由美里）、上矢揚利（田中美海）、出雲北斗（桑原由氣） | 「」 「成長期STARS 心和&揚利&北斗 ver.」 | 電視動畫《灼熱的桌球娘》相關歌曲                  |
| 3月15日  |                                                   | 鷲尾須美（三森鈴子）、乃木園子（花澤香菜）、三之輪銀（花守由美里） | 「」                                     | 動畫電影《結城友奈是勇者 －鷲尾須美之章－》片尾曲 |
| 4月12日  |                                                   | 三之輪銀（花守由美里）                                             | 「」 「 三之輪銀Solo ver.」              | 動畫電影《結城友奈是勇者 －鷲尾須美之章－》片尾曲 |

### 團體成員
1. ↑  若菜（加地綾乃）、吉川春乃（遠藤祐里香）、藤原貴子（山口立花子）、梅本幸子（花守由美里）、夏川唯（高橋花林）、A應P（日语：A応P）
2. ↑  小澤亞李、日高里菜、種田梨沙、花守由美里
3. ↑  村川梨衣、大原沙耶香、松井惠理子、巽悠衣子、相坂優歌、內田真禮、生天目仁美、小澤亞李、淵上舞、戶田惠、佐佐木未來、本多真梨子、花守由美里
4. ↑  村川梨衣、松井惠理子、花守由美里
5. ↑  村川梨衣、松井惠理子、相坂優歌、花守由美里
6. ↑  花守由美里、種田梨沙、佐倉綾音
7. 1 2  花小泉杏（花守由美里）、雲雀丘瑠璃（白石晴香）、久米川牡丹（安野希世乃）、萩生響（山村響）、江古田蓮（吉岡茉祐）
8. ↑  高垣楓（早見沙織）、三船美優（原田彩楓）、森久保乃乃（高橋花林）、島村卯月（大橋彩香）、安部菜菜（三宅麻理惠）、前川未來（高森奈津美）、依田芳乃（高田憂希）、本田未央（原紗友里）、佐藤心（花守由美里）
9. ↑  花守由美里、田中美海、今村彩夏、東城日沙子、高野麻里佳、桑原由氣
10. ↑  伊津村紫（小澤亞李）、伊津村陽花（花守由美里）